# ナタリア・セルグニーナ
ナタリア・アレクセーエヴナ・セルグニーナ（露: Наталья Алексеевна Сергунина, 英: Natalya Alexeyevna Sergunina, 1978年8月22日 - ）は、ロシアの政治家である。

## 経歴
モスクワに生まれる。父親は、軍事弁護士であり、軍事法廷の裁判官を長年務めた。母親は、文献学者であり食品技術者であった。父親の仕事の関係で、セルグニーナは子どもの頃にハバロフスク、沿海地方、ドイツなどに引っ越しており、行く先々で環境に適応し、アルペンスキーや柔道、テニスに取り組んだ他、音楽学校でピアノを弾いた。
ソビエト連邦が崩壊すると、モスクワに戻った。1995年、バスマンニ地区の第325中等学校（現在の第1480教育センター）を優秀な成績で卒業した。同年、モスクワ大学法学部に入学する。2000年、法学の学位を取得して同大学を卒業する。同年、ロシア連邦資産関係省（現在の連邦国家資産管理局）にコンサルタントとして就職する。
2004年から2008年にかけて、連邦連邦資産管理局の不動産および動産部門の責任者を務める。2008年8月22日、当時ロシア経済開発貿易大臣を務めていたエリヴィラ・ナビウッリナにより、連邦国家資産管理局の副局長に任命される。2010年10月26日、セルゲイ・ソビャーニンにより、モスクワの副市長および財産局長に任命された。

## 受賞
- 2005年 - ロシア経済開発貿易省からの名誉証明書[7]
- 2010年 - 連邦国家資産管理局からの表彰[7]
- 2014年 - モスクワ市長からの表彰[7]
- 2017年 - 祖国功労勲章 (ロシア)（英語版、ロシア語版）二等[7]
- 2017年 - ロシア連邦議会の連邦院からの名誉証明書[7]